# Gastone III di Béarn
Gastone III di Béarn, in spagnolo Gastón, catalano Gastó, francese e occitano Gaston (1010 circa – 1054), fu visconte di Béarn, associato al padre, Centullo IV, dal 1035 alla sua morte.

## Origine
Gastone, secondo la La Vasconie. Tables Généalogiques, era figlio del Visconte di Béarn, Centullo IV, e della moglie, Angela d'Oloron, figlia ed erede del visconte d'Oloron, Aner II Loup.

Centullo IV di Béarn, secondo la La Vasconie. Tables Généalogiques, era figlio del Visconte di Béarn, Gastone II, e della moglie di cui non si conoscono né il nome né gli ascendenti.

## Biografia
Verso il 1035, il padre, Centullo IV, secondo il Incorporación del vizcondado de Olorón associò al governo Gastone, come Gastone III.
Suo padre, Centullo IV morì, nel 1058, durante un'imboscata tesagli dalle truppe di Soule, e gli succedette il figlio di Gastone III, Centullo V, in quanto Gastone era premorto al padre. La morte di suo padre, Centullo IV viene riportata anche dagli Ex acti santorum et illustrium virorum gestis, in cui viene ricordato come padre di Gastone (patris Gastoni).

## Matrimonio e discendenza
Gastone III, sia secondo il Incorporación del vizcondado de Olorón che secondo la La Vasconie. Première partie, nel 1030 circa aveva sposato Adélaïs di Lomagne, che, secondo il Cartulaire du prieuré de Saint Mont, era sorellastra del conte d'Armagnac e duca di Guascogna, Bernardo II e figlia, secondo la La Vasconie. Tables Généalogiques di Arnaud II, visconte di Lomagne e d'Auvillars, e d'Adalaïs di Poitiers.

Gastone III da Adélaïs di Lomagne ebbe tre figli:
- Centullo († 1090), Visconte di Béarn[5][9]
- Oliva († dopo il 1088)[9]
- Regina († dopo il 1095)[9].

### Fonti primarie
- (LA)  Cartulaire du prieuré de Saint Mont (ordre de Cluny)
- (LA)  Recueil des historiens des Gaules et de la France. Tome 14.

### Letteratura storiografica
- (FR)  LA VASCONIE.
- (FR)  Histoire de la Gascogne depuis les temps les plus reculés jusqu'à nos jours. Tome 1.
- (CA)  Gran enciclopèdia catalana.